# Журавель (танець)
Журавель — українська танкова пісня-хоровод. Розмір 2/4 або 4/4. Виконується в помірному, поступово прискореному темпі.